# 福島県立福島明成高等学校
福島県立福島明成高等学校（ふくしまけんりつ ふくしまめいせいこうとうがっこう）は、福島県福島市にある県立高等学校。

## 概要
1896年（明治29年）創立の「福島県蚕業学校」（実業学校）を前身とし、蚕業学校初代校長は外山亀太郎（東京帝国大学教授）。1948年（昭和23年）の学制改革により新制高等学校「福島県立福島農蚕高等学校」となった。1997年（平成9年）に学科改編とともに、現校名に改称した。福島県の中通り北部地区では唯一の農業高校である。
設置課程・学科
全日制課程 4学科　
- 生物生産科
- 環境土木科
- 食品科学科
- 生産情報科

教育目標
教育基本法及び学校教育法の精神に則り、心身ともに明るく健康で進取の精神に富み、勤労と責任を重んじ実践する尊ぶ有為な社会人を育成する。

## 沿革
蚕業学校・福島農学校時代
- 1896年（明治29年） - 「福島県蚕業学校」として創立、信夫郡渡利村福島県農業試験場の一部を改築して授業を開始した。
- 1901年（明治34年） - 「福島県立蚕業学校」と改称。
- 1932年（昭和7年） - 女子部を新設し、修業年限を2ヵ年、募集定員50名とした。男子部定員を150名とし、専修科の定員を50名に改める。
- 1936年（昭和11年） - 「福島県立蚕業農学校」と改称し、設置学科の一部を改正して第二部蚕業研究科を新設。
- 1942年（昭和17年） - 農業土木科を新設し、従来の本科を農蚕科とした。
- 1944年（昭和19年） - 福島県立信夫農学校と合併し、「福島県立福島農学校」と改称。
  - 農蚕科6学級、農業科3学級、農業土木科3学級、獣医畜産科3学級、女子部2学級の計17学級とした。第二部蚕業研究科の募集を停止。

信夫農学校
- 1910年（明治44年） - 福島県信夫郡立農学校開校。
- 1922年（大正11年） - 信夫農学校を県移管され、福島県立信夫農学校と呼称した。
- 1943年（昭和18年） - 獣医畜産科を設置。
- 1944年（昭和19年）- 福島県立蚕業農学校と合併し、「福島県立福島農学校」となる。

新制高等学校
- 1948年（昭和23年）4月1日 - 学制改革（六・三・三制の実施）に伴い、旧制農学校が廃止され、新制高等学校「福島県立福島農蚕高等学校」が発足。
- 1951年（昭和26年）4月1日 - 園芸科を新設。
- 1957年（昭和32年）
  - 3月 - 蚕業別科を廃止。
  - 4月1日 - 福島県立信夫高等学校の定時制農業科、家庭科、佐倉分校、茂庭分校が移管される。このうち家庭科を全日制課程に改めた。
- 1958年（昭和33年）- 福島県松川産業高等学校の協力校（学校長兼任）となる。
- 1961年（昭和36年）3月31日 - 茂庭分校を廃止。
- 1963年（昭和38年）
  - 創立70周年記念校舎全面改築期成同盟会が発足。
  - 4月1日 - 家庭科を家政科に改称。
- 1965年（昭和40年） - 佐倉分校家政科の生徒募集を停止。
- 1966年（昭和41年） - 自営者養成農業高等学校の指定を受ける。
- 1967年（昭和42年） - 桑折町立福島桑折醸芳高等学校の協力校（学校長兼任）となる。
- 1968年（昭和43年） - 佐倉分校を廃止し、本校に統合。
- 1969年（昭和44年） - 松川産業高等学校の生徒募集を停止、廃校。
- 1970年（昭和45年）- 蚕業専攻科を福島県農業短期大学校に移管。
- 1971年（昭和46年）- 体育館、遠隔者寮が完成。自営者養成農業高等学校・校舎移転改築落成記念式典を挙行。
- 1973年（昭和48年）- 定時制生活科1学級の募集を停止し、定時制農業科1学級40名募集する。
- 1981年（昭和56年）- 定時制農業科の募集を停止。
- 1984年（昭和59年）- 定時制を廃止。
- 1986年（昭和61年）- 全日制農蚕科の募集を停止し、食品化学科を新設。
- 1987年（昭和62年）- 第38回日本学校農業クラブ連盟全国大会を挙行。
- 1988年（昭和63年）- 食品流通科を新設。
- 1989年（平成元年）- 生活科を募集停止し、生活科学科を新設。
- 1991年（平成3年）- 第1学年より新制服を制定。
- 1997年（平成9年）
  - 実験実習棟2,473m²、コンピューター制御温室528m²、順化温室完成が完成。
  - 4月1日 - 学科改編とともに「福島県立福島明成高等学校」（現校名）に改称。
    - 生物生産科2学級（定員80名）、生物工学科1学級（40名）、環境土木科1学級（40名）、食品科学科1学級（40名）、生産情報科1学級（40名）を募集。
- 1999年（平成11年） - 新校歌披露式を挙行。
- 2005年（平成17年） - 大規模改造工事が完成。
- 2006年（平成18年） - リサイクルプラント施設整備工事が完成。
- 2011年（平成23年） - 東日本大震災発生。体育館、弓道等被災。
- 2013年（平成25年） - 明穂寮閉寮。

## 校章
建学の精神と歴史と伝統を踏まえ、前校章の｢3枚の桑の葉｣を伝承。縁取りし、中心に｢明成｣を印した。桑の葉を縁取り、葉脈は銀色を配し、繭糸を意匠し、｢明成｣の文字は明朝体で金色とし、福島明成高等学校の輝かしい未来を象徴した。

## 生徒中央会活動
- 委員会 - 図書、保健美化、放送、購買、新聞、生活、応援、体育、暁雲編集
- 農業クラブ（研究班） - 家畜、大家畜、小家畜、飼料作物、野菜、果樹、草花、生物工学、環境土木、食品科学、生産情報

## 部活動
- 運動部 - 野球、サッカー、ソフトテニス、バスケットボール、バレーボール、ボクシング、剣道、馬術、陸上競技、ウェイトリフティング、柔道、卓球、弓道、バドミントン
- 文化部 - 吹奏楽、合唱、華道、サイエンス、写真、演劇、文芸

## アクセス
- JR東北本線南福島駅 徒歩10分

## 著名な出身者
- 佐藤善一郎（福島県知事）
- 鈴木正一（参議院議員）
- 瀬戸弘幸（政治活動家）